# Игра рокенрол цела Југославија
Игра рокенрол цела Југославија је југословенска рок песма београдског бенда Електрични оргазам.

## Настанак и пријем песме
Плочу је објавио ПГП РТБ 1988. године. Сингл постаје заштитни знак и највећи хит бенда Електрични оргазам широм СФР Југославије одмах по објављивању.
Композиција је заправо била намењена блуз певачици Зори Витас, али се та сарадња није десила, па је Срђан Гојковић 1987. године написао нови текст. За бубњеве на почетку песме, Срђан је покупио идеју на утакмици у Хали спортова на Новом Београду из навијања са бубњевима навијача Партизана.
Бенд песму дуго након објављивања није изводио, јер је дошло до презасићења у бенду, а и због тога што је била потпуно ван претходног репертоара бенда, али је она имала свој живот у разним обрадама, често је коришћена и без дозволе аутора у партијске сврхе. Аутор је нагласио да је првобитна идеја била да је није имала везе са политиком или патриотизмом, већ говори о томе како је рок заживео на просторима бивше Југославије.
Ипак, песма се у народу са простора бивше СФРЈ и међу југоносталгичарима сматра родољубивом. Крајем деведесетих година, када су се организовали дочеци југословенских спортиста на балкону у Београду, Игра рокенрол цела Југославија била је једна од главних песама за славље, посебно 1998. године. Постала је својеврсна спортска химна.
Срђан Драгојевић користи ову нумеру за сцене паљења села у филму Лепа села лепо горе. Ова композиција уврштена је у Rock express 100 најбољих песама свих времена југословенске рок музике на 9. месту.